# جایزه بزرگ موناکو ۱۹۹۱
جایزه بزرگ موناکو ۱۹۹۱ (انگلیسی: ‎1991 Monaco Grand Prix‎) یک مسابقهٔ موتوری در رشتهٔ اتومبیل‌رانی فرمول یک بود که در تاریخ ۱۲ مهٔ ۱۹۹۱ در پیست موناکو واقع در مونت‌کارلو، موناکو برگزار شد. این گراند پری در میان ۱۶ گراند پری در فصل ۱۹۹۱، مسابقهٔ شمارهٔ ۴ بود.
در این مسابقه که در ۷۸ دور و به مسافت ۲۵۹٫۵۸۴ کیلومتر (۱۶۱٫۲۹۸ مایل) برگزار شد، پول پوزیشن توسط آیرتون سنا کسب شد و سریع‌ترین زمان برای طی یک دور پیست که برابر با ۱:۲۴٫۳۶۸ بود نیز توسط آلن پروست به ثبت رسید.
آیرتون سنا از تیم مک‌لارن-هوندا، نایجل منسل از تیم ویلیامز-رنو و ژان آلسی از تیم فراری به‌ترتیب مقام‌های اول تا سوم مسابقه را کسب کردند.

## رده‌بندی قهرمانی پس از مسابقه
| جایگاه | راننده         | امتیاز |
| ------ | -------------- | ------ |
| ۱      | آیرتون سنا     | ۴۰     |
| ۲      | آلن پروست      | ۱۱     |
| ۳      | گرهارد برگر    | ۱۰     |
| ۴      | ریکاردو پاتریس | ۶      |
| ۵      | نایجل منسل     | ۶      |
| منبع:  |                |        |

| جایگاه | سازنده       | امتیاز |
| ------ | ------------ | ------ |
| ۱      | مک‌لارن-هوندا | ۵۰     |
| ۲      | فراری        | ۱۶     |
| ۳      | ویلیامز-رنو  | ۱۲     |
| ۴      | بنتون-فورد   | ۹      |
| ۵      | تایرل-هوندا  | ۵      |
| منبع:  |              |        |

یادداشت
- تنها پنج جایگاه نخست از هر رده‌بندی نمایش داده شده‌است.